# Pangaré
Vous lisez un « bon article » labellisé en 2015.
Robe du cheval
Le pangaré est un gène et un phénotype de la robe des équidés et des petits camélidés, connu en particulier chez le cheval, l'âne et l'alpaga. Il s'exprime par une décoloration de zones spécifiques du pelage. Le museau, le contour des yeux, le ventre et la face interne des membres sont plus clairs. Surtout étudié dans le domaine de l'hippologie, le pangaré est en relation avec le gène agouti. Il provoque ces décolorations sous sa forme dominante, bien qu'une mutation faux sens puisse réduire sa transmission. Le pangaré forme une particularité de la robe du cheval bien connue chez les races primitives, comme le Fjord et l'Exmoor. Il est également observé chez les équidés sauvages, comme le cheval de Przewalski et le Kiang. Le pangaré est rare par ailleurs. À ce titre, il témoigne d'un type sauvage, impliquant une contre-illumination. 

## Terminologie
Le mot repris en français et à l'international pour désigner le phénotype et le génotype, « pangaré », provient de la dénomination espagnole utilisée notamment en Argentine pour les chevaux présentant des zones claires sur leur pelage. Ce nom est alors employé en combinaison avec celui de la robe de base sur laquelle le pangaré est actif, par exemple castaño pangaré pour le bai et alazan pangaré pour l'alezan. Les anglo-saxons parlent historiquement  de « mealy muzzle » pour désigner les décolorations spécifiques de la tête et du museau, et de sorrel pour désigner les alezans pangarés, mais ils ont fini par adopter la dénomination « pangaré ». En allemand, ces chevaux sont nommés « wildfald ». En italien, ils étaient jadis dénommés zaino en combinaison avec le nom de la robe de base (par exemple baio zaino et sauro zaino). La raréfaction de cette robe a fini par entraîner un glissement sémantique du terme, qui désigne désormais les chevaux sans marques blanches.

## Description
Le pangaré est une décoloration des parties inférieures de la robe de base, incluant le ventre, l'intérieur des coudes, les grassets, l'intérieur des membres, le bout du nez et le contour des yeux. Cette décoloration peut apparaître dans des tons blanchâtres ou jaunâtres.

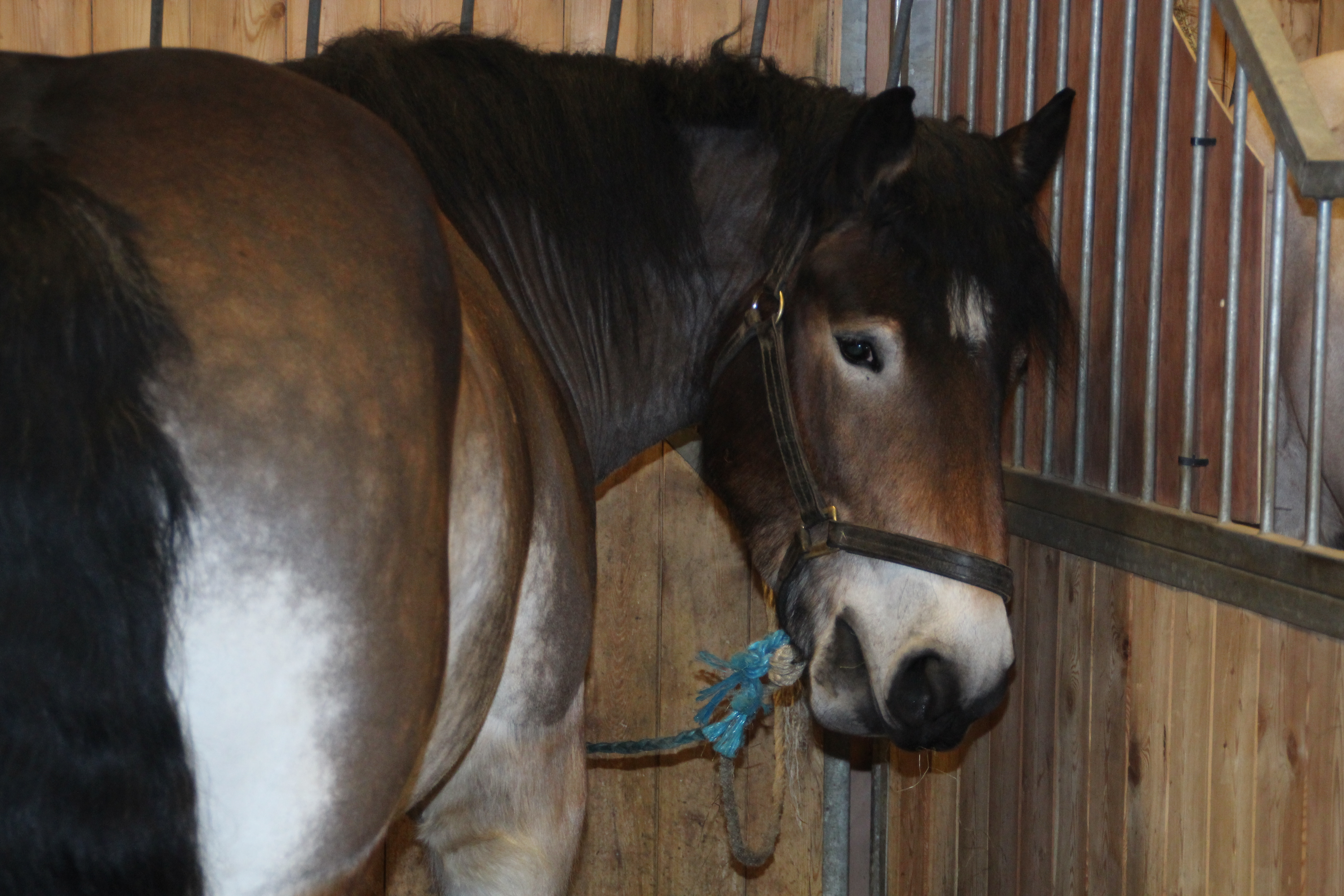
Tête
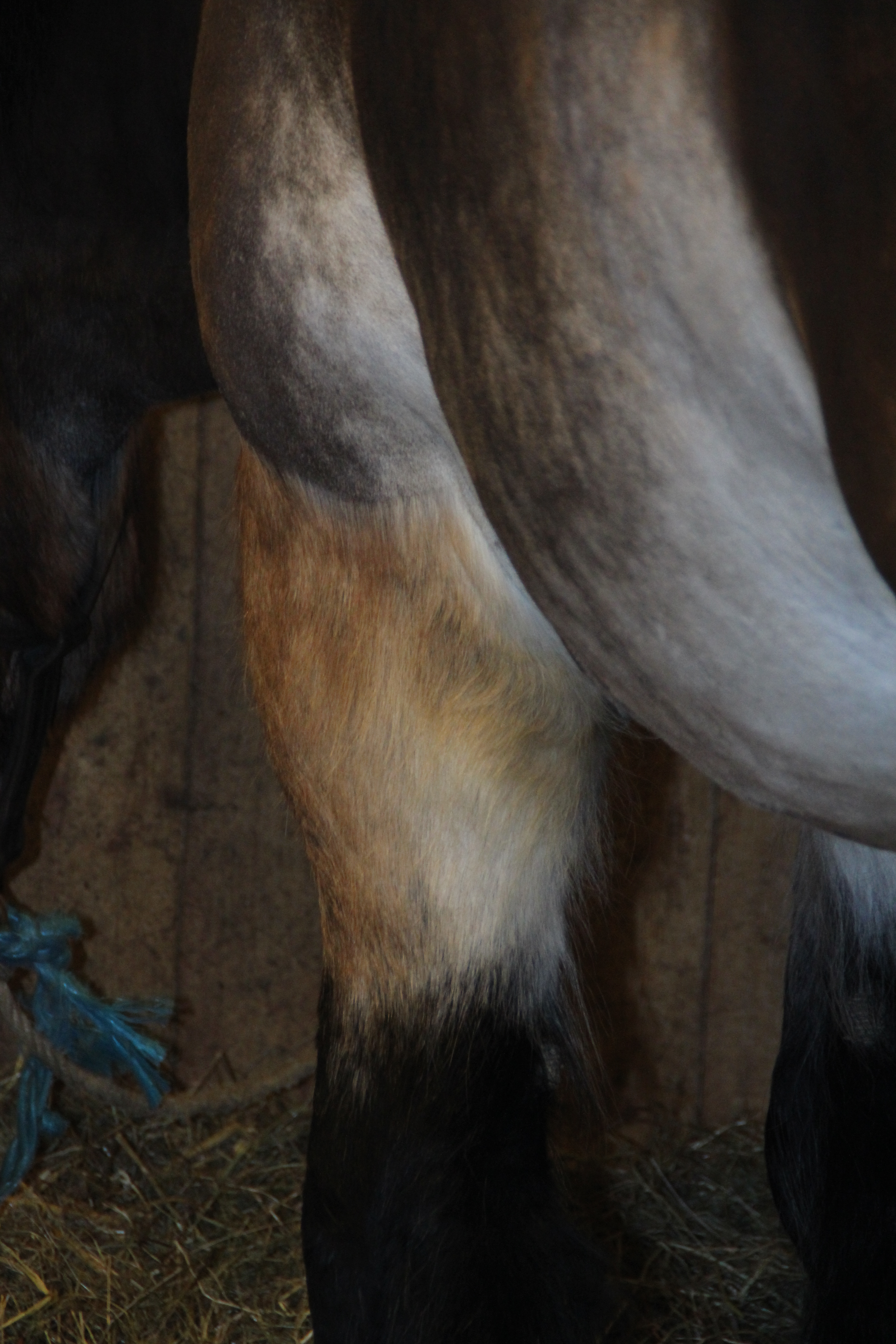
Membres antérieurs
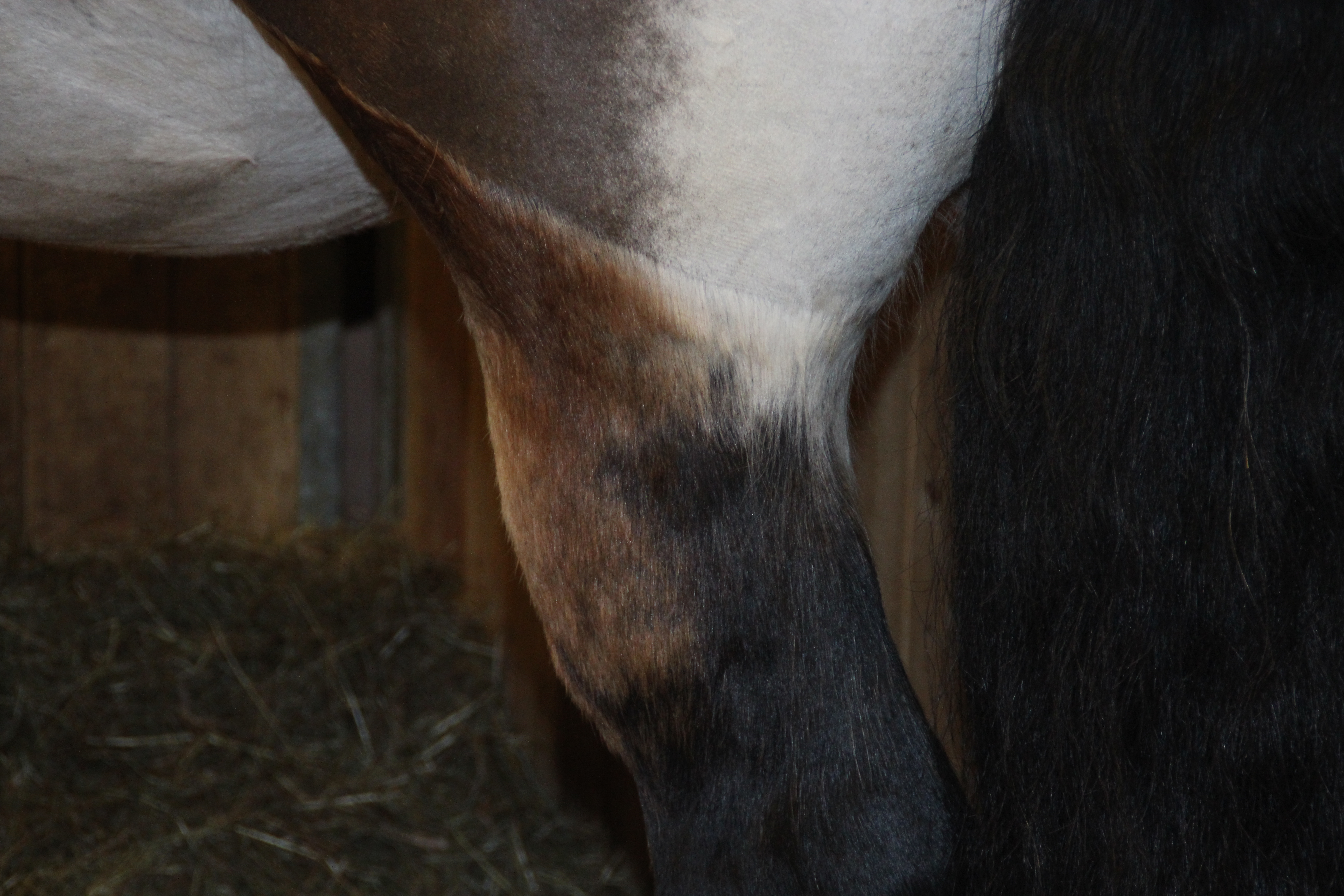
Membres postérieurs

L'apparence des décolorations pangarées et du reste de la robe dépend des gènes propres à celle-ci. Chez le cheval, on peut observer du pangaré sur une base de robe baie ou alezane, les décolorations allant du quasi-blanc au fauve pâle.

## Génétique

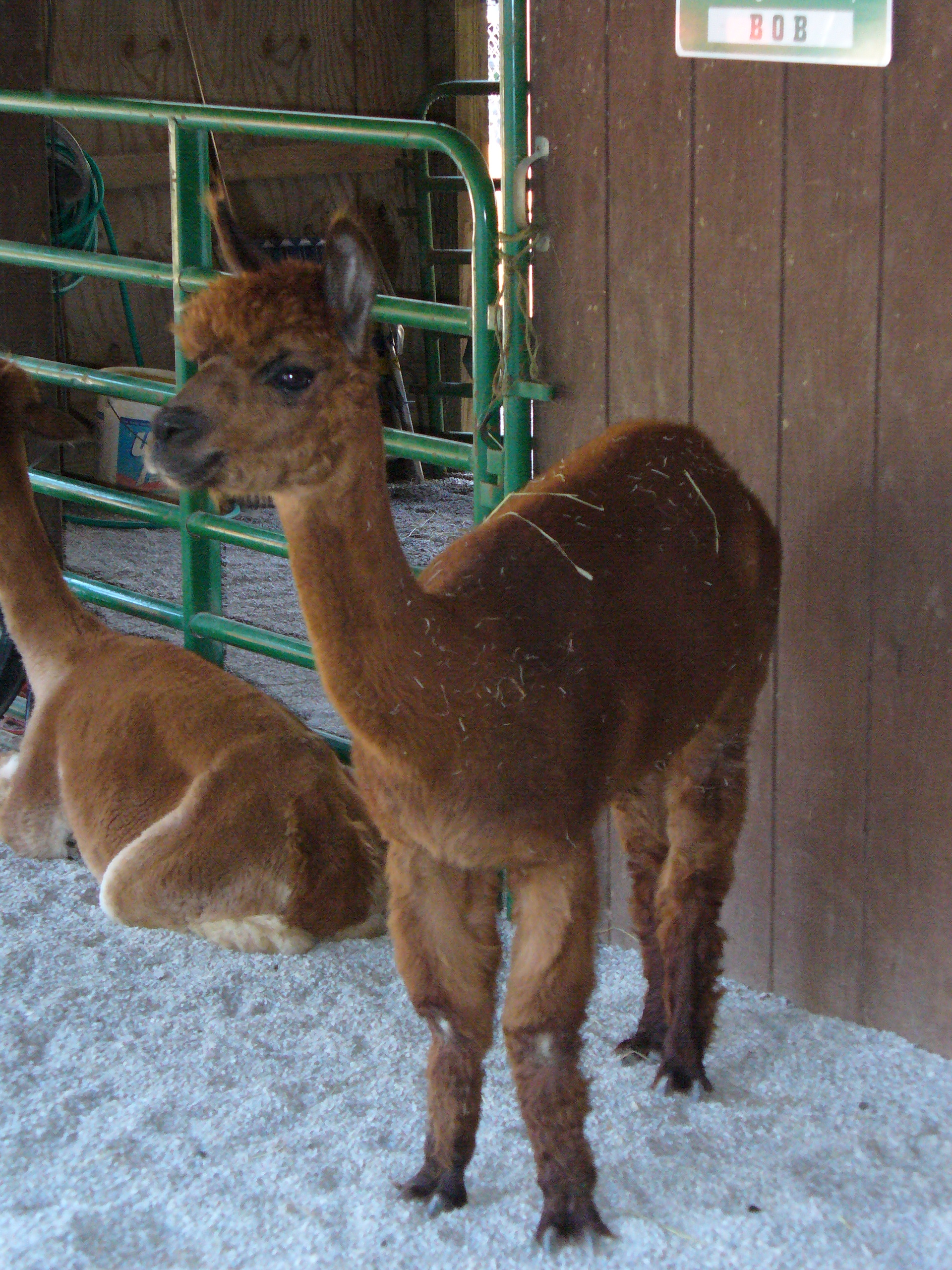
Décoloration de l'intérieur des membres sur un jeune alpaga.

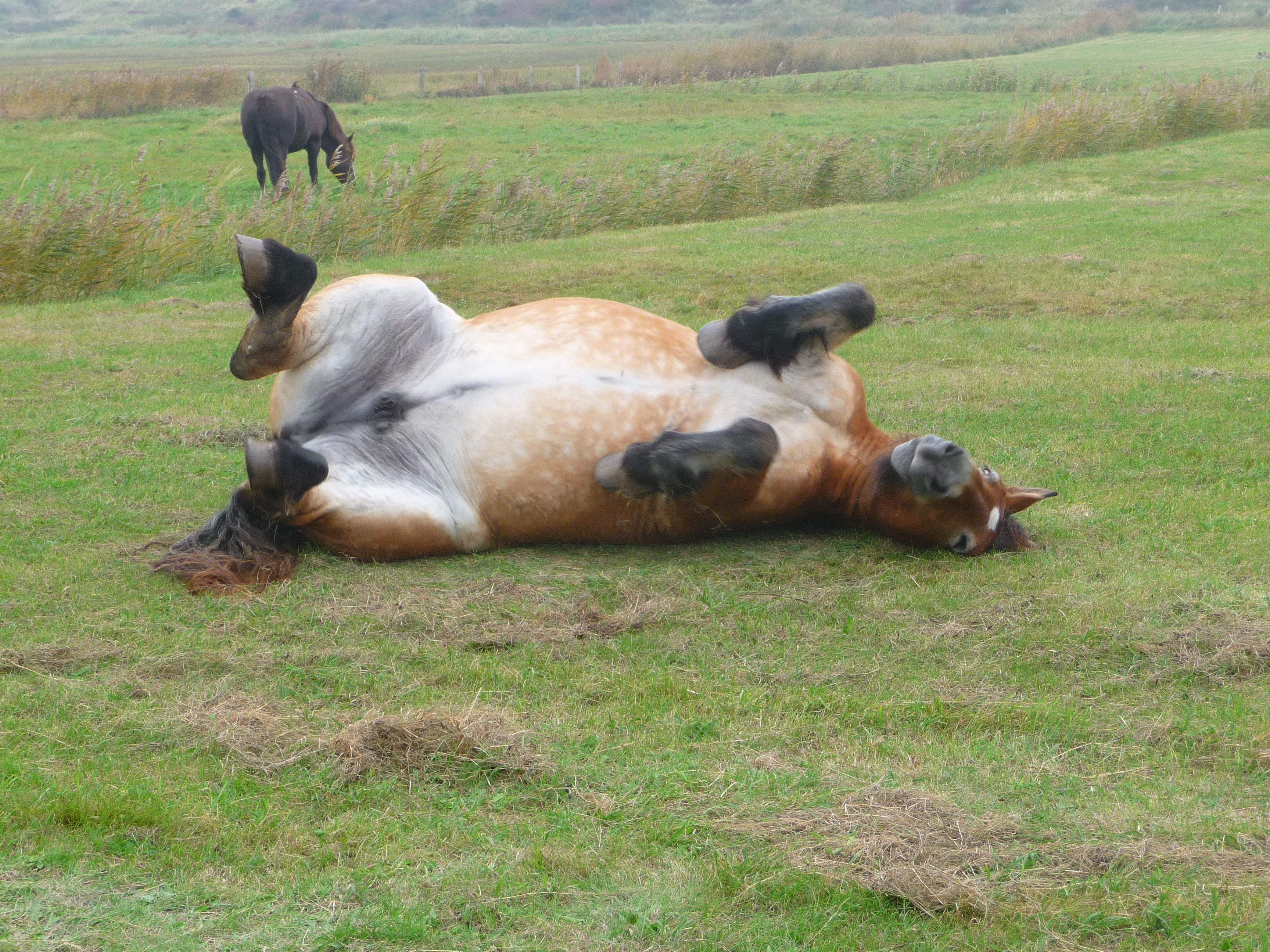
Décoloration du ventre typique de la robe pangarée.

Les gènes à l'origine de la robe pangarée ont fait l'objet de peu de recherches. Deux allèles sont connus et supposés actifs en relation avec le gène agouti. Il n'y a pas de consensus pour leur notation, puisqu'ils sont parfois notés « P » (et « p »), parfois « LP » (pour Light Points) et parfois « Pa ». Seule la forme dominante (P) provoque une modification de la robe de base, la forme récessive (p) n'en entraînant pas. La forme dominante est donc facilement transmissible à la descendance. Une mutation faux sens sur la protéine ASIP est toutefois responsable de la non-transmission du phénotype pangaré chez l'âne, lorsqu'il est issu de parents tous deux pangarés : cette découverte était suspectée par des éleveurs d'ânes miniatures américains, constatant que l'ânon issu de deux parents pangarés n'arbore pas toujours la même coloration. Le mécanisme de transmission du pangaré semble assez similaire chez l'âne et le cheval, bien qu'il n'ait été testé (mars 2015) qu'en relation avec la robe baie :
| Génotype | Phénotype   | Transmission du gène à la descendance                         |
| -------- | ----------- | ------------------------------------------------------------- |
| PP       | Pangaré     | Systématique, sauf si mutation faux sens sur la protéine ASIP |
| Pp       | Pangaré     | Donne environ 75 % de pangarés si accouplé à un autre Pp      |
| pp       | Non-pangaré | Impossible                                                    |

La décoloration bien visible causée par le pangaré chez les équidés est génétiquement comparable à celle qui s'observe chez la souris, impliquant également le gène agouti. Par contre, l'apparence visuelle similaire trouvée chez les moutons et les chèvres semble dépendre d'un autre type de gène. Le généticien Dr Dan Phillip Sponenberg avait identifié le gène pangaré comme dominant sur le non-pangaré, et supposé (dès 1983) qu'il serait actif sur la robe noire du cheval, donnant le noir pangaré,. Cela a donné lieu à l'officialisation de la dénomination « noir pangaré » par les haras nationaux français, mais cette théorie s'est révélée fausse à la lumière de nouvelles découvertes génétiques, le gène pangaré n'étant pas actif sur la robe noire.

## Fréquence
Il existe de solides preuves de l'existence du locus pangaré chez les équidés et certains petits camélidés, le Dr Sponenberg ayant rassemblé des preuves génétiques chez l'alpaga. 

### Chez les chevaux
Le pangaré est plus fréquent chez les chevaux primitifs, sa représentation est d'ailleurs évidente sur de nombreuses peintures rupestres, parfois schématisée par un trait foncé en forme de « M ». De ce fait, il est considéré comme caractéristique d'un type sauvage, impliquant un phénomène de camouflage fréquent chez les animaux, la contre-illumination. À l'époque magdalénienne, le pangaré semble être la particularité de robe dominante chez les chevaux sauvages. C'est une caractéristique bien connue chez le cheval de Przewalski, le dernier cheval sauvage subsistant. Elle est devenue rare chez les chevaux domestiques modernes, le contraste au niveau de la robe n'étant d'ailleurs pas aussi évident que chez les Przewalski. La robe pangarée est systématique chez les races du Fjord et de l'Exmoor, deux poneys connus pour leurs caractères primitifs. Elle peut également être trouvée chez l'Islandais, le trait belge, l'Ardennais et le Haflinger. 

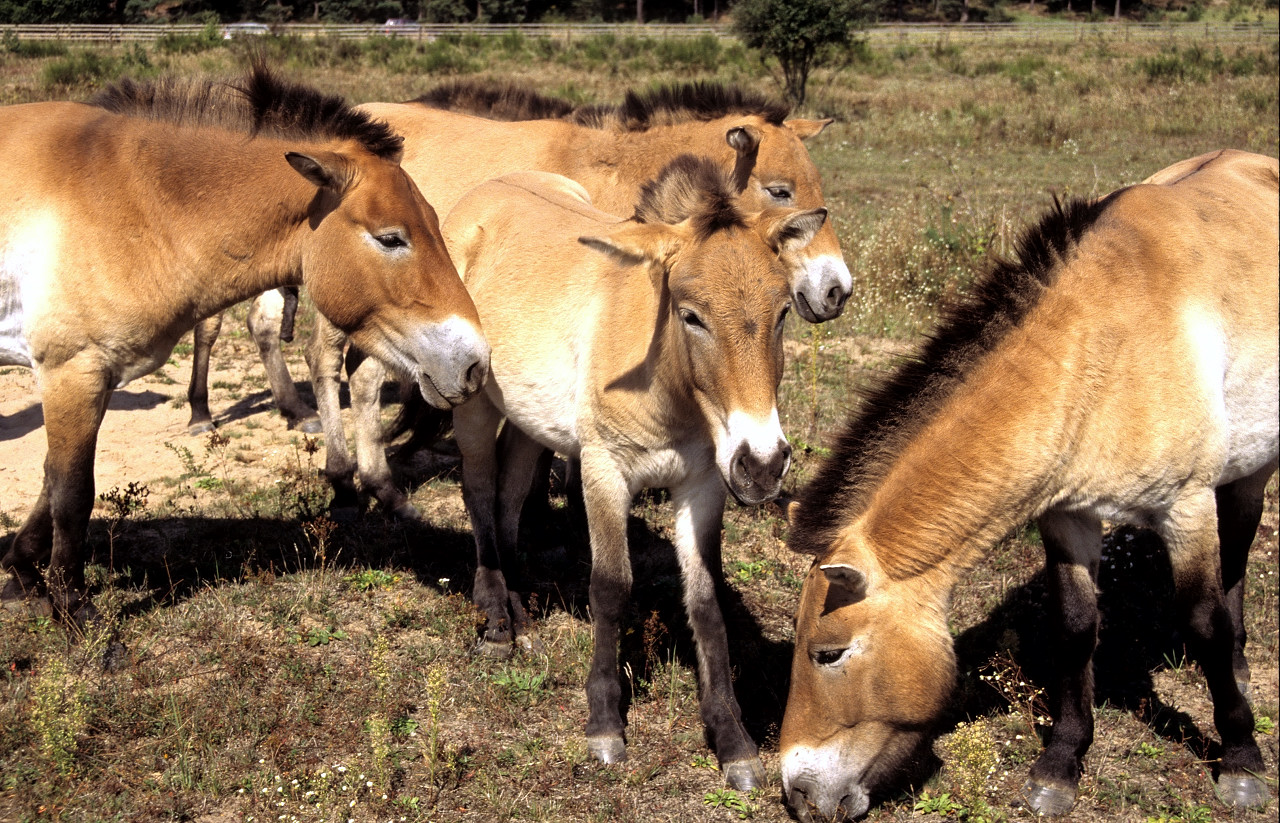
Cheval de Przewalski (100 %)
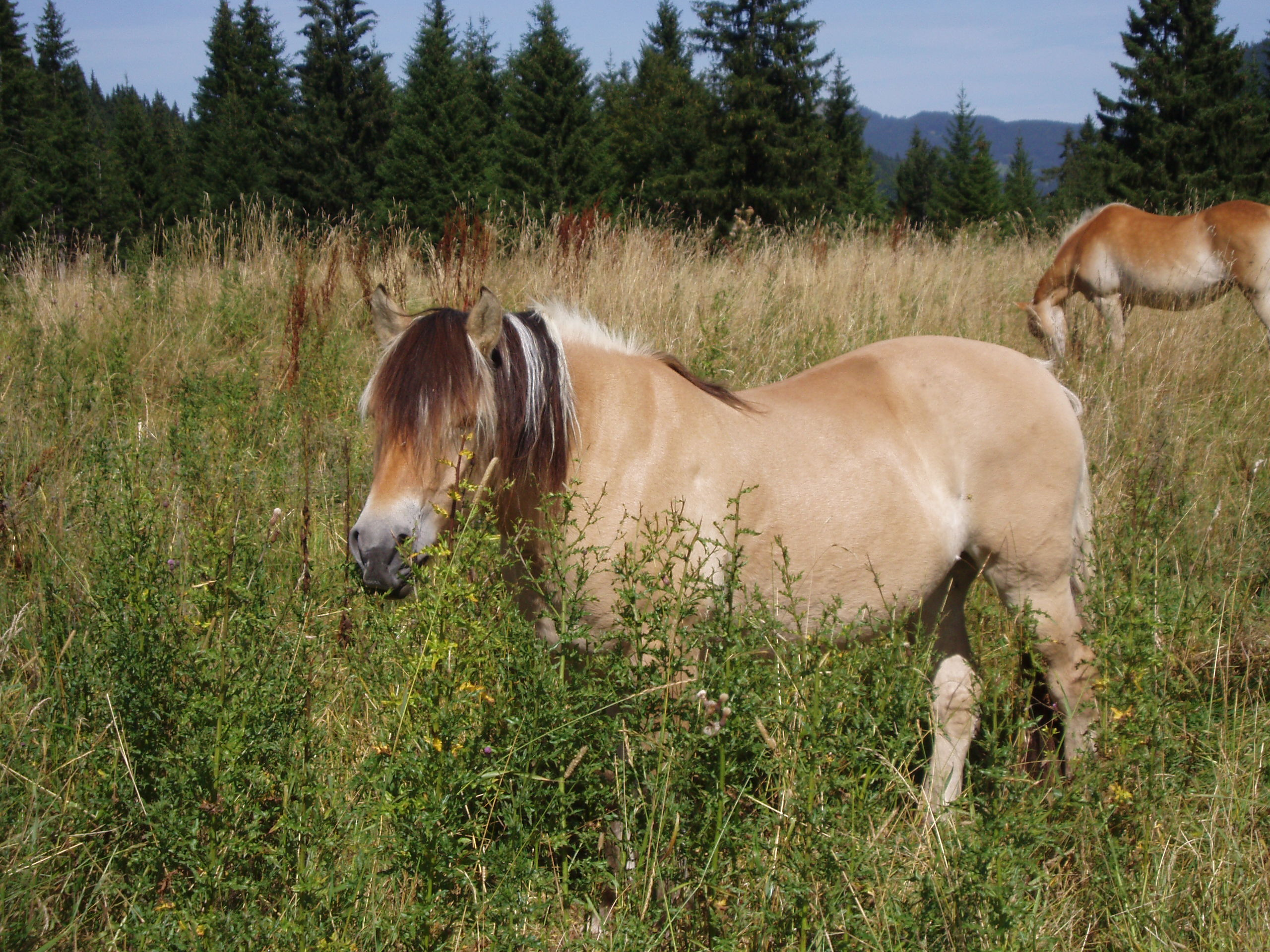
Fjord norvégien (100 %)
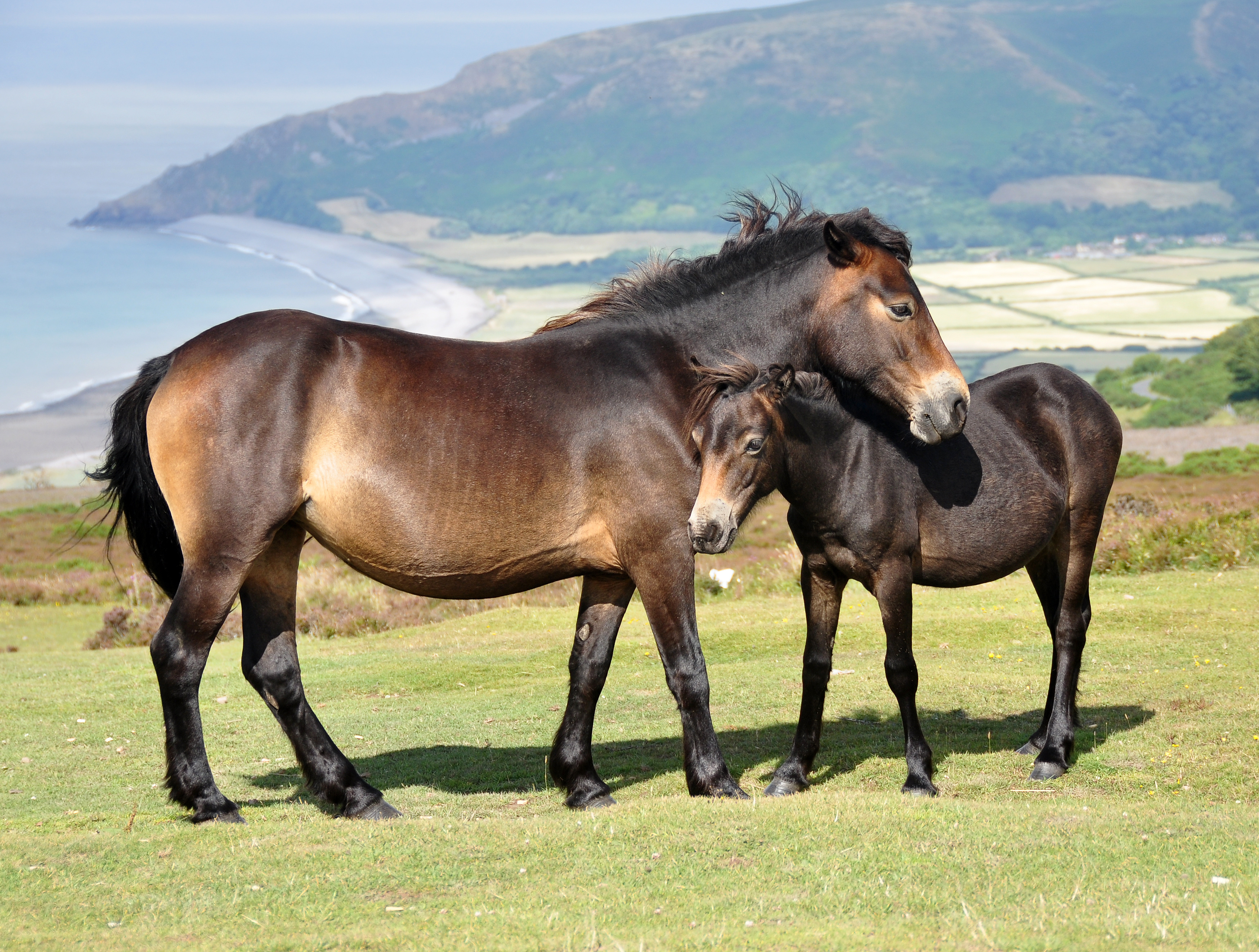
Exmoor (100 %)
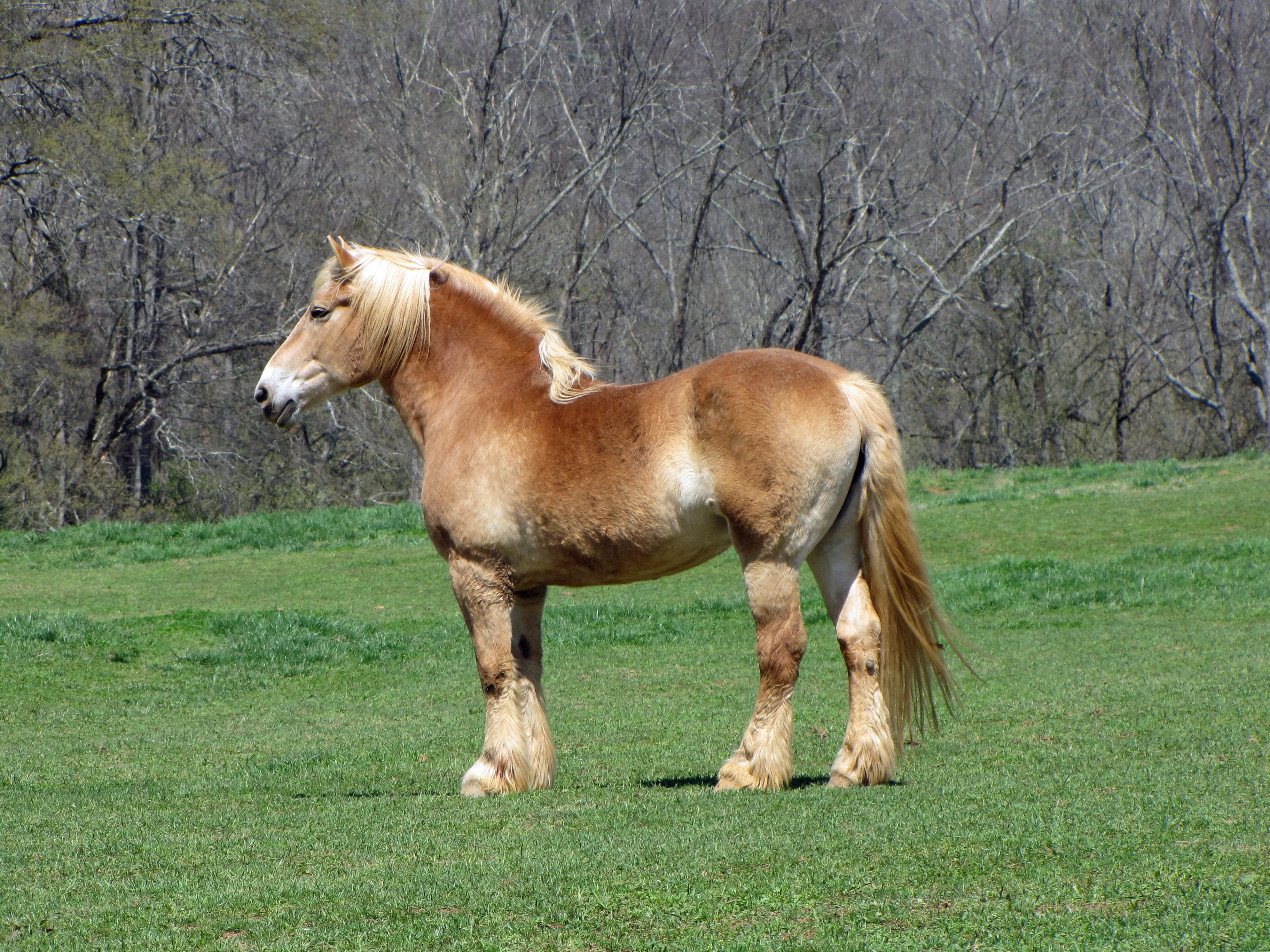
Trait belge (fréquent)
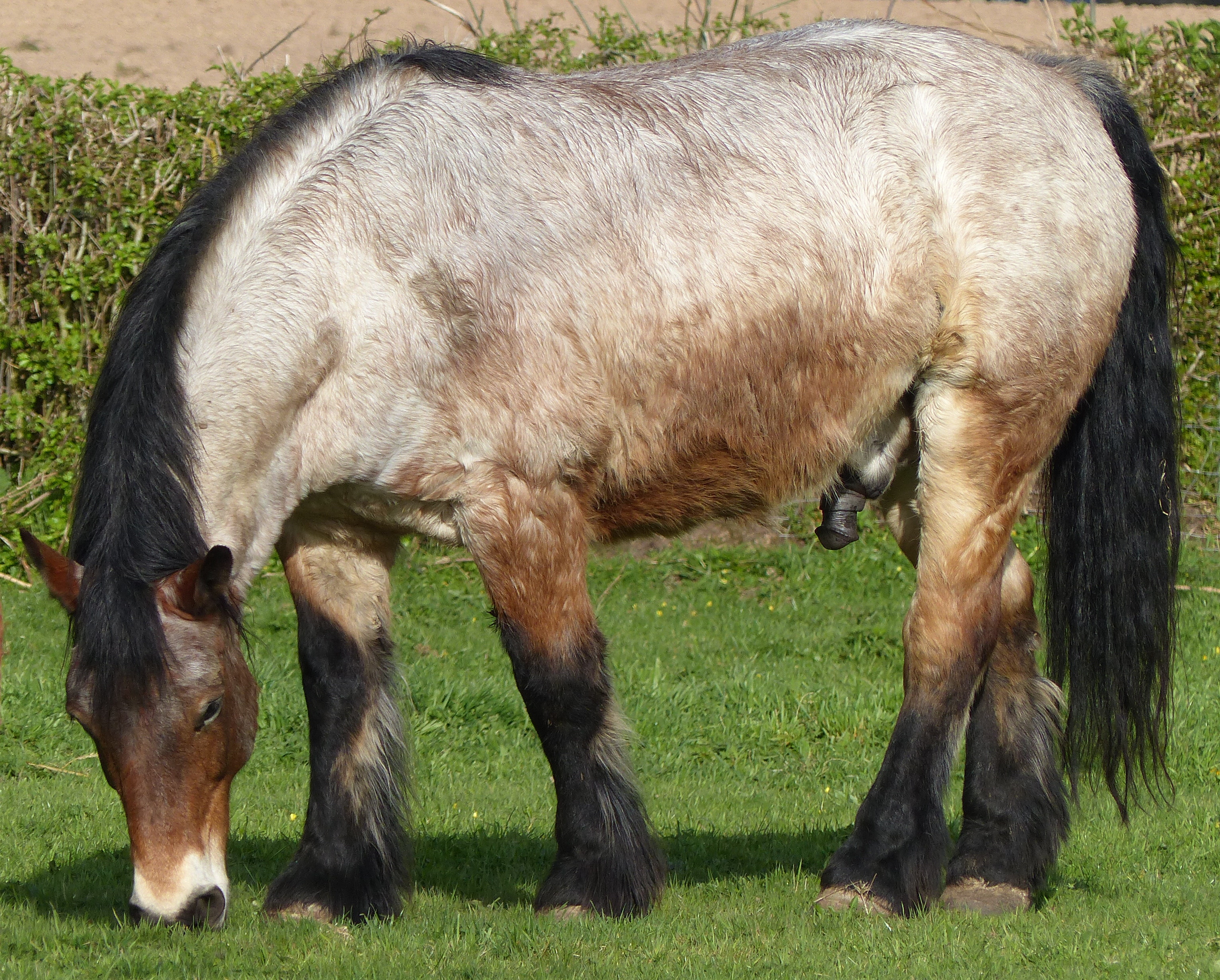
Ardennais (fréquent)
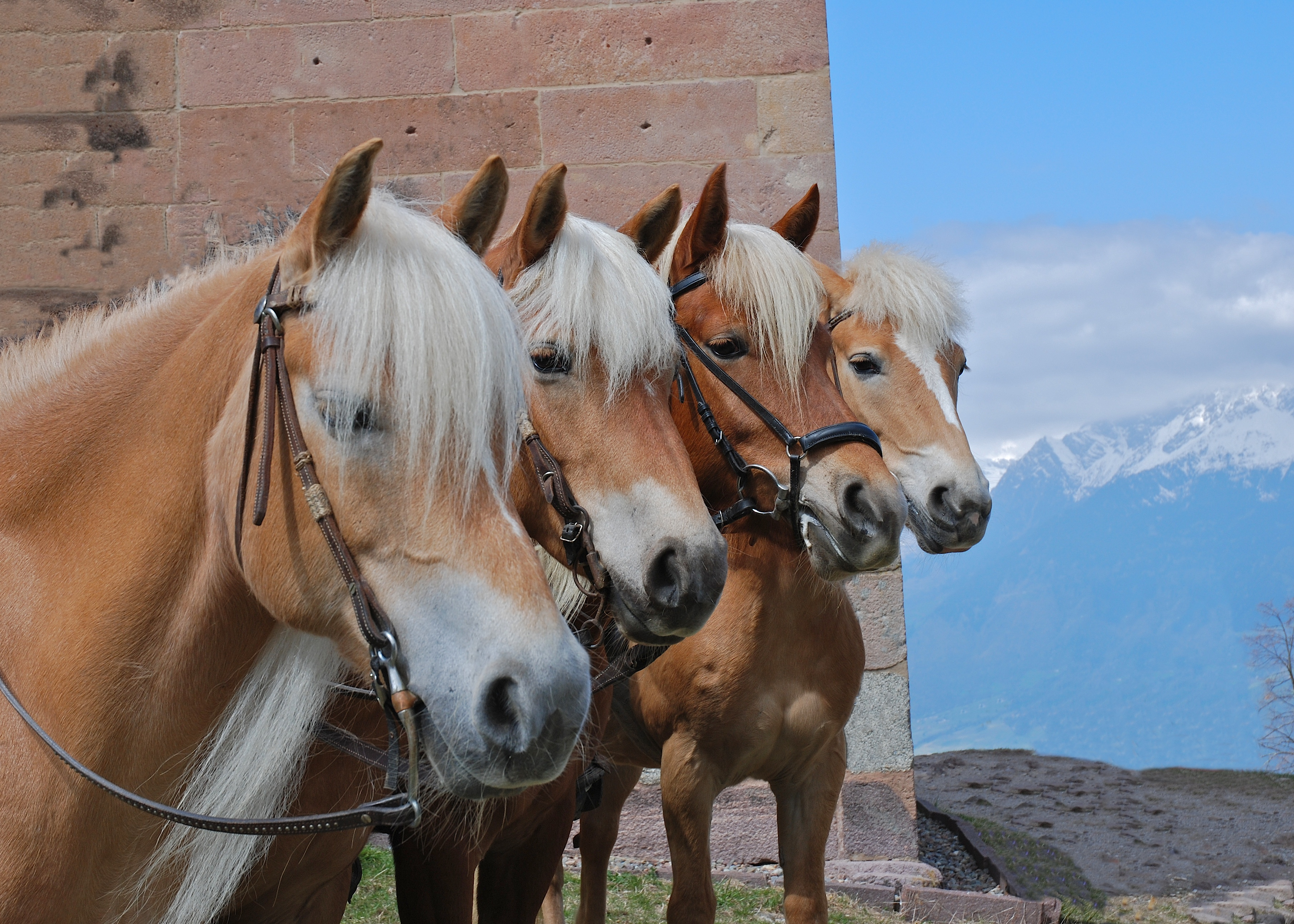
Haflinger

### Chez les ânes et les mulets
Les ânes sauvages et domestiques ont très souvent une robe pangarée, ce qui fait que le gène se retrouve aussi fréquemment chez les mules et mulets, issus d'une hybridation entre un âne et une jument, par transmission du père âne. La robe pangarée est reconnue officiellement chez la race de l'âne miniature américain. Bien qu'elle ne soit pas reconnue officiellement chez les races d'ânes françaises, elle est phénotypiquement très fréquente.

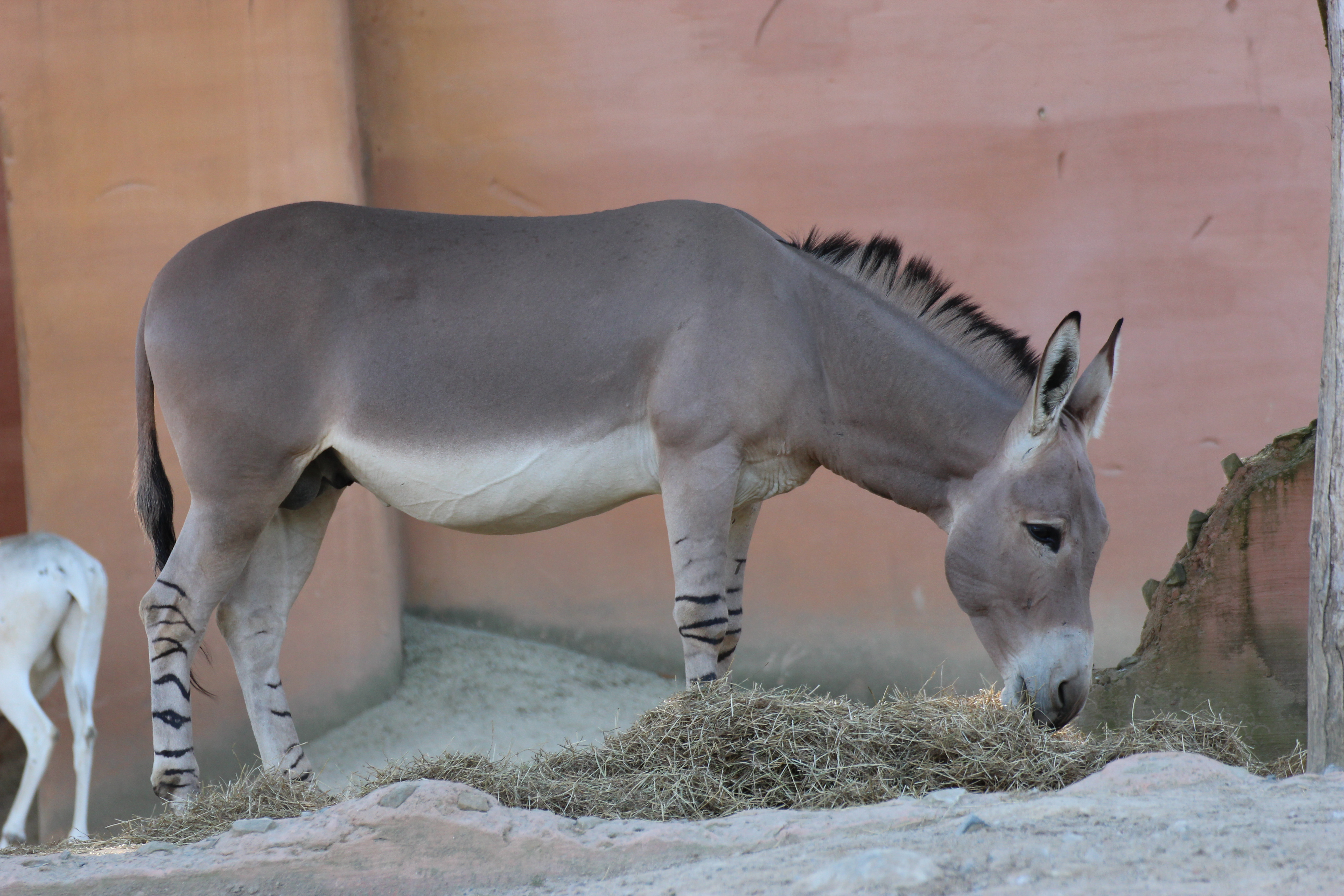
Âne sauvage d'Afrique
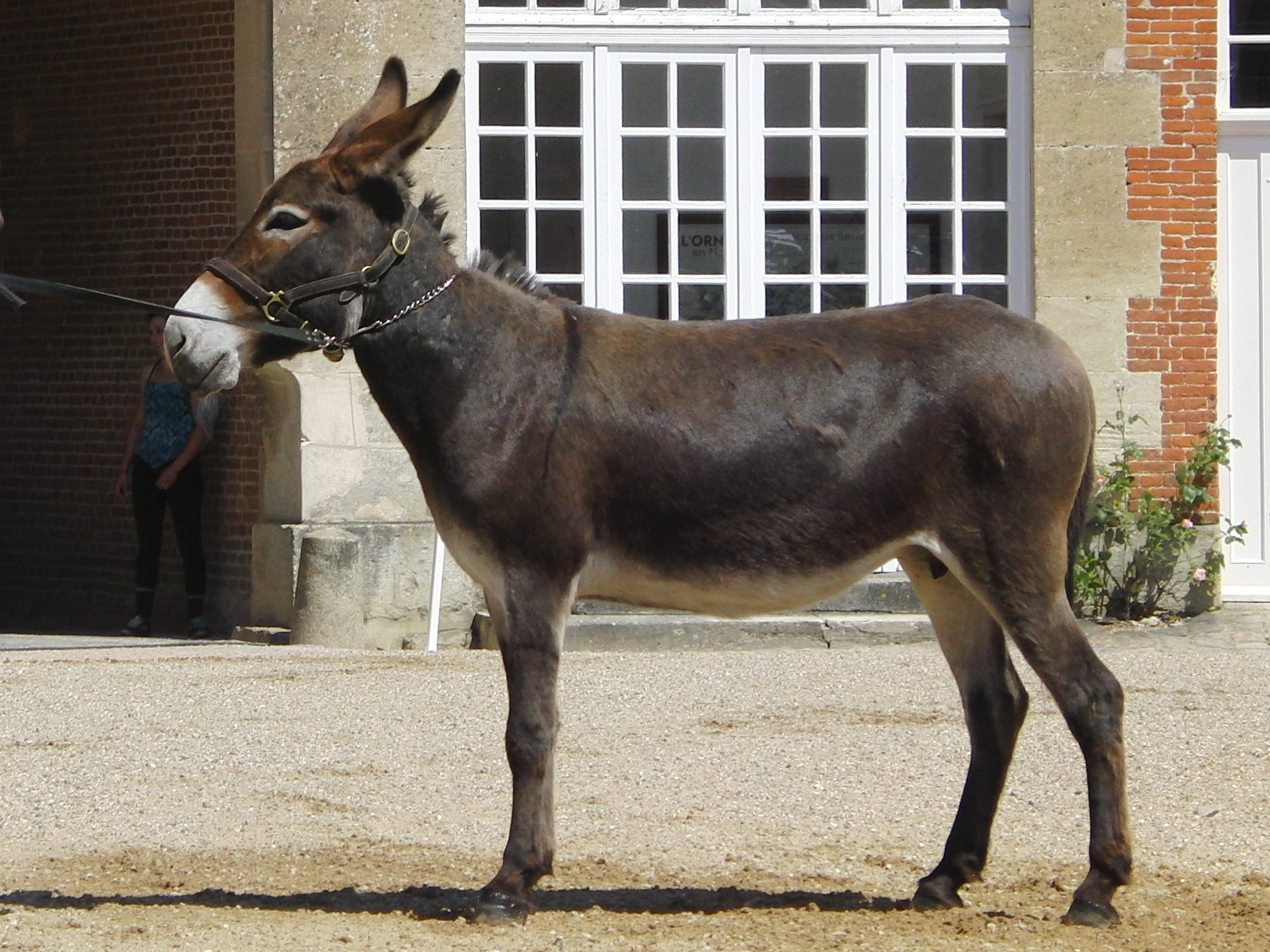
Âne normand
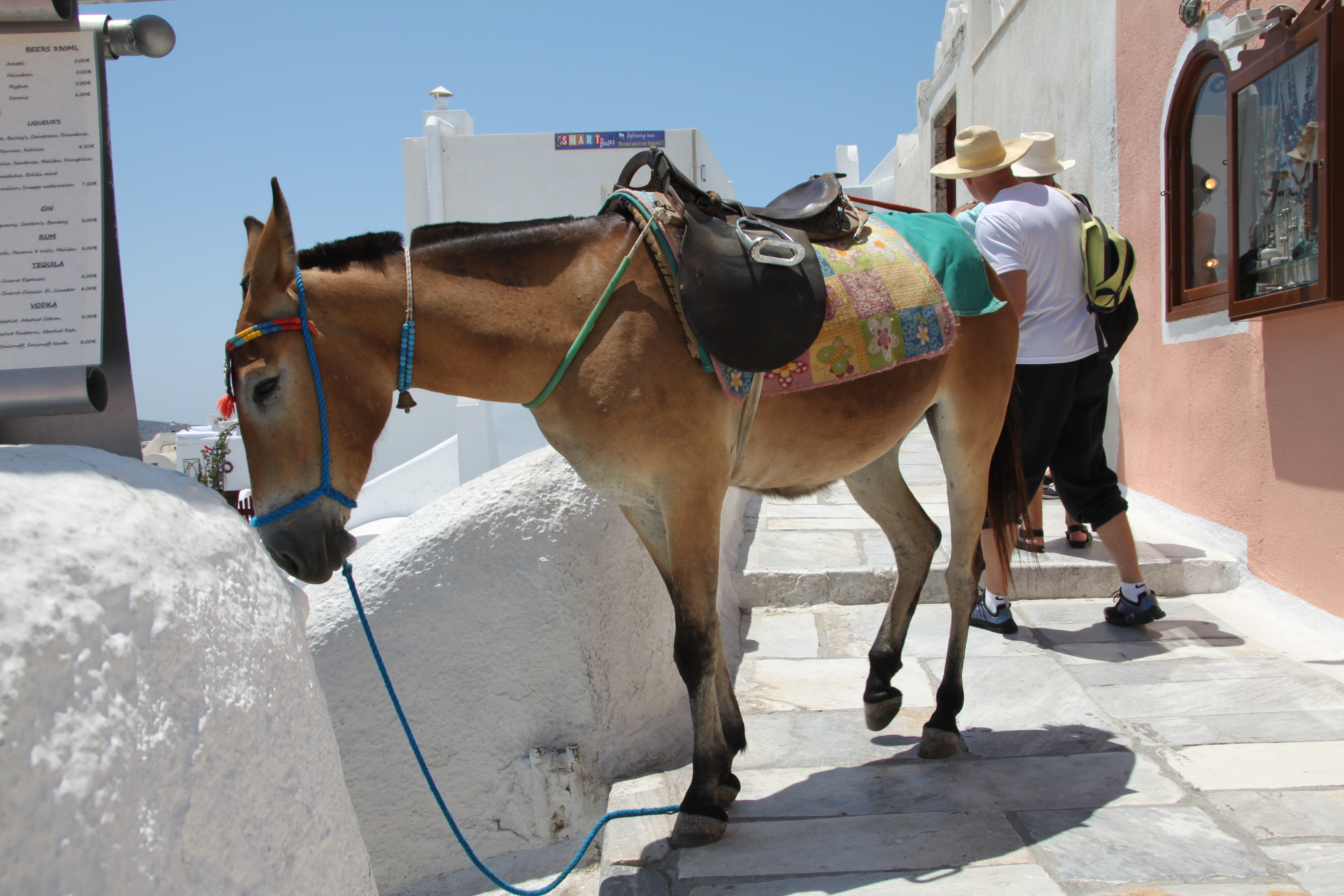
Mulet en Grèce

### Chez les autres équidés sauvages
D'autres équidés sauvages sont bien connus pour arborer une apparence pangarée, tels que l'Hémione et le Kiang. Cette observation empirique n'a pas fait l'objet d'études.

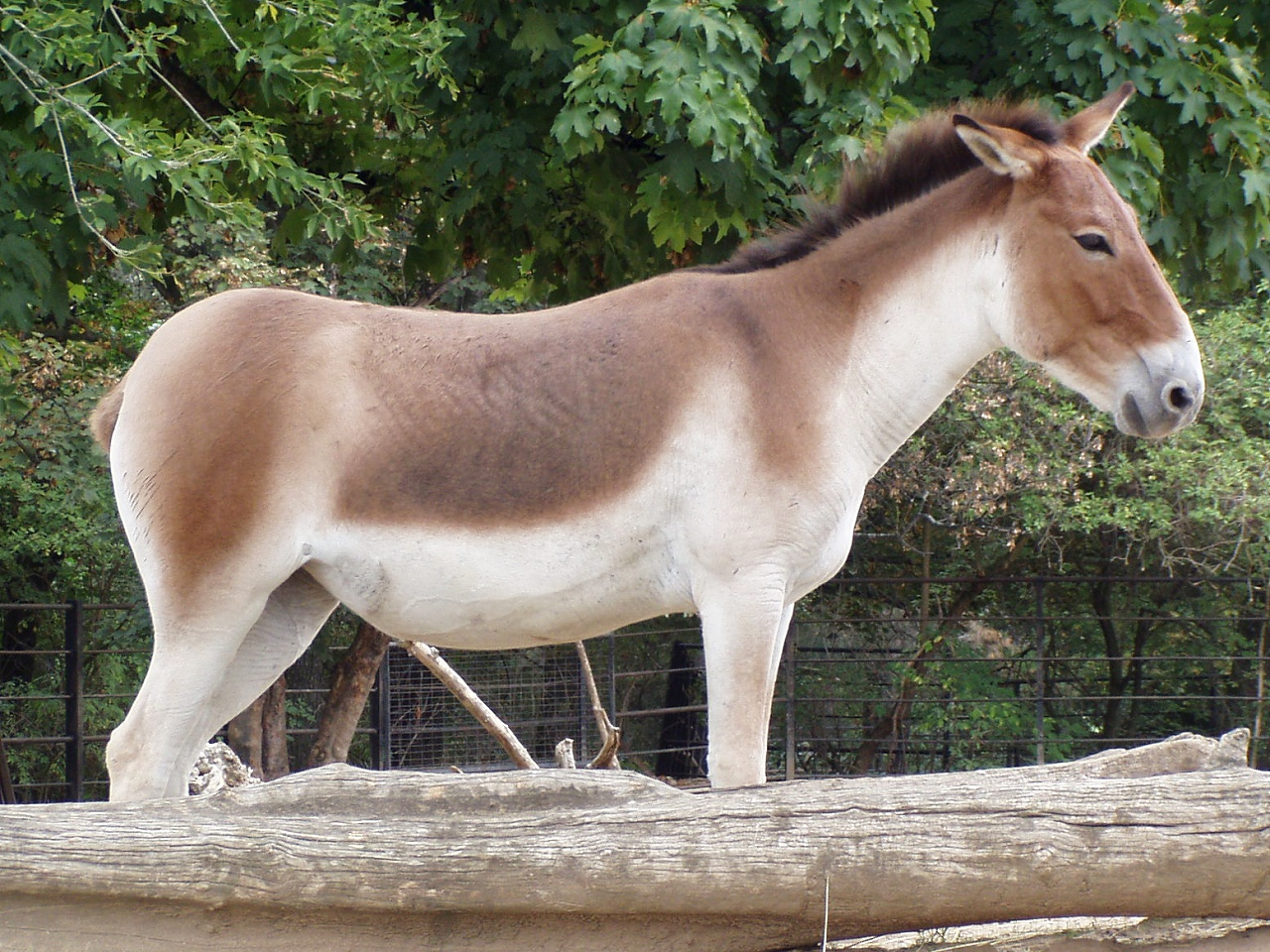
Kiang
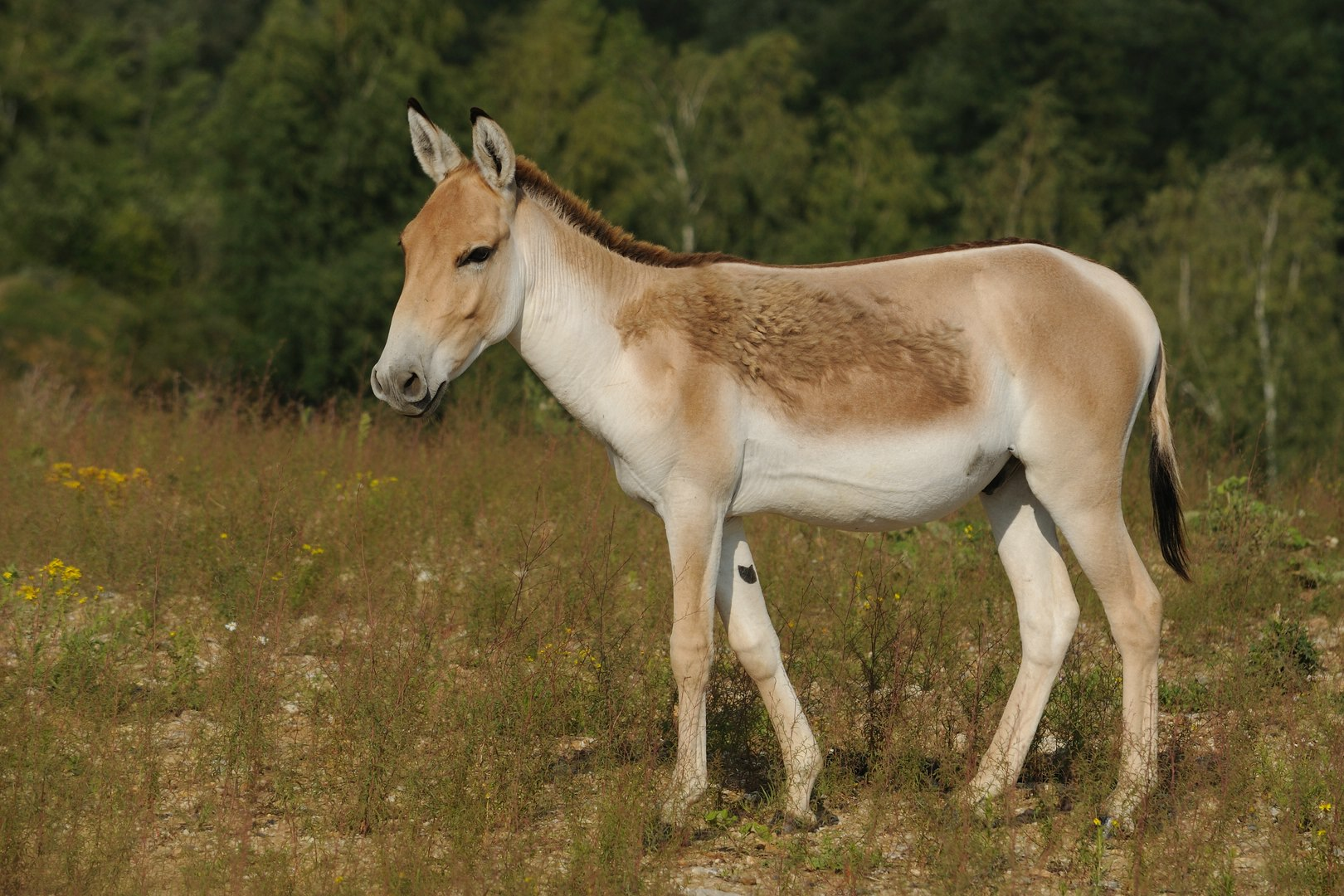
Hémione